# Афлятунова, Фатыма Фардеевна
Фатыма Фардеевна Афлятунова (род. 1921) — трактористка колхоза имени Ленина Абдулинского района Оренбургской области, Герой Социалистического Труда (1966).

## Биография
Родилась в 1921 году в селе Новоякупово Абдулинского района Оренбургской области в семье крестьянина.
Окончила школу, после чего работала прицепщицей в тракторной бригаде, в 1941 году окончила курсы трактористов и стала девушкой-трактористкой.
В годы Великой Отечественной войны работала бригадиром тракторной бригады подростков в колхозе «Дружба», обучала управлять трактором и ремонтировать его. Работала трактористкой колхоза имени Ленина Абдулинского района.
Указом Президиума Верховного Совета СССР от 23 июня 1966 года за успехи, достигнутые в увеличении производства и заготовок пшеницы, ржи, гречихи, других зерновых и кормовых культур и высокопроизводительном использовании техники, Афлятуновой Фатыме Фардеевне присвоено звание Героя Социалистического Труда с вручением ордена Ленина и золотой медали «Серп и Молот».
Проработав трактористкой свыше 30 лет, вышла на пенсию.
Депутат Верховного Совета РСФСР 7-го созыва (1967—1971 годы).
Умерла 30 августа 2004 года.

## Награды
- Герой Социалистического Труда (1966)
- Орден Ленина (1966)
- медали